# Ricse
Ricse is een plaats (nagyközség) en gemeente in het Hongaarse comitaat Borsod-Abaúj-Zemplén. Ricse telt 1760 inwoners (2019) en ligt in de landstreek Bodrogköz op de rechteroever van de Tisza.
Ricse was de geboorteplaats van Adolph Zukor (1873-1976), de latere Amerikaanse filmproducent.